# Interstellar Technologies
Interstellar Technologies, Inc. (яп. インターステラテクノロジズ Инта:сутэра тэкунородзидзу) — японская частная ракетостроительная компания, разработчик ракеты MOMO, предназначенной для запуска в космос наноспутников.
Первая попытка пуска ракеты состоялась в 2017 году и окончилась неудачей, второй запуск в 2018 году также не увенчался успехом; третья попытка запуска ракеты в 2019 году прошла успешно. Президент компании — Такахиро Инагава.

## История
Компания основана в 2005 году Такафуми Хори, ранее создавшего Интернет-провайдера Livedoor. Перед компанией была проставлена задача создать дешёвую космическую ракету.
Финансирование строительства ракеты частично осуществляется за счёт краудфандинга. По состоянию на 2018 год собранная таким образом сумма достигла 30 млн иен (около 250 000 долларов США).
30 июля 2017 года ракета MOMO-1 была впервые запущена со стартовой площадки в Тайки на острове Хоккайдо. Через 66 с на высоте около 20 км связь с ракетой была потеряна, в результате произошло аварийное отключение двигателя. Попытка стала первым пуском частной космической ракеты в Японии. Стоимость пуска оценивалась примерно в 440 000 долларов США.
30 июня 2018 года в 5:30 утра по местному времени была предпринята вторая попытка. Ракета MOMO-2 поднялась со старта, но через 4 секунды рухнула обратно и взорвалась.
4 мая 2019 года в 05:45 по местному времени (00:45 по Москве) компания Interstellar Technologies Inc. осуществила успешный пуск суборбитальной ракеты MOMO-3. После взлёта со стартовой площадки в посёлке Тайки на острове Хоккайдо ракета достигла высоты 110 км и через 10 минут полёта упала в Тихий океан.
27 июля 2019 года состоялся четвёртый запуск ракеты MOMO-4, окончившийся неудачей: вскоре после взлёта бортовой компьютер столкнулся с проблемой, приведшей к преждевременному выключению двигателя. Ракета успела достигнуть высоты 13 км и рухнула в море в 9 км от берега. На борту были инструменты для научных экспериментов, в том числе самолётик из жаропрочной бумаги, который собирались выпустить в космосе, а также низкочастотный звуковой сенсор, разработанный Технологическим университетом Коити для наблюдений за звуками, порождаемыми молниями, тайфунами и извержениями вулканов.

## Космодром
- Тайки, Хоккайдо, Япония

## Ракета
Ракета MOMO:
- Высота: 10 м[1][4][5]
- Диаметр: 0,5 м[5]
- Вес: 1000 кг[5]
- Максимальная высота подъёма: 100 км[1][2][4][5]
- Стоимость: 50 млн иен (около 440 000 долларов США)[2]